# Kolomna
Kolomna (russisk: Коломна, tr. Kolomna) er en by i Moskva oblast (en føderal enhed) i Rusland med 132.247 (2024) indbyggere.
Kolomna, der blev grundlagt 1177, har et kreml fra 1572 og en domkirke fra 1672. Byen var i begyndelsen af 1900-tallet kendt for sine lokomotivfabrikker og sin tekstilindustri.
I dag har byen et sporvognssystem med ti linjer og en station på jernbanelinjen Rjasan, der udgår fra Moskva, 116 km fra Kolomna.